# Skogsklokrypare
Skogsklokrypare (Microbisium suecicum) är en spindeldjursart som beskrevs av Hans Lohmander 1945. Skogsklokrypare ingår i släktet Microbisium och familjen helplåtklokrypare. Enligt den svenska rödlistan är arten otillräckligt studerad i Sverige. Arten förekommer i Götaland, Gotland och Svealand. Artens livsmiljö är skogslandskap. Inga underarter finns listade i Catalogue of Life.